# ياكوبس فيستريك
ياكوبس فيستريك (بالهولندية: Jacobus "Co" Westerik)‏‏ (2 مارس 1924 - 10 سبتمبر 2018) هو فنان تشكيلى هولندي.

## مسيرته
وُلِد فيستريك في لاهاي في 2 مارس 1924، وتلقى تعليمه في الأكاديمية الملكية للفنون في مدينة لاهاى من عام 1942 إلى عام 1947. وبعد تخرجه قام برحلة دراسية إلى الولايات المتحدة في عام 1948. وبعد عودته إلى هولندا، استقر كفنان مستقل في مدينة لاهاى،  وشارك مع الفنانين هيرمان بيرسيريك ويان فان هيل وويليم هوسيم وجاب نانينجا في مجموعة فيرف - Verve group، التي أسسوها في عام 1951 ثم حلوها في عام 1957.
من عام 1954 إلى عام 1958، كان فيستريك محاضرًا في المدرسة الدولية والمدرسة الدولية الألمانية، ومن عام 1955 إلى عام 1958 حاضر أيضًا في أكاديمية فريجي للفنون الحرة في لاهاى. من عام 1958 إلى عام 1971، كان محاضرًا في رسم الأشكال في الأكاديمية الملكية للفنون في لاهاى. بين عامي 1960 و1970، كما ألقى فيستريك محاضرات في Ateliers '63 في هارلم. في عام 1971، ثم انتقل إلى روتردام، وبدأ استوديو في جنوب فرنسا، حيث عمل بالتناوب حتى عام 2010.
حصل فيستريك على جائزة جاكوب ماريس ثلاث مرات: في عامي 1951 و1955 في التصوير وفي عام 1953 للرسم. حصل أيضًا على جائزة رإمبرانت من مدينة لايدن، وجائزة الدولة للفنون البصرية والهندسة المعمارية، والجائزة الثقافية لجنوب هولندا وجائزة هندريك شابوت برايس من مؤسسة الأمير برنهارد الثقافية. في عام 1999 حصل  على وسام أسد هولندا، ومن ثم على لقب فارس. وفي عام 2005 أصبح عضوًا فخريًا في استوديو بولكري.
توفي فيستريك في 10 سبتمبر 2018 في روتردام عن عمر يناهز 94 عامًا.